# Grand Prix Formule 1 van Spanje 1988
De Grand Prix Formule 1 van Spanje 1988 werd gehouden op 2 oktober 1988 in Jerez.

## Verslag

### Kwalificatie
Voor de tiende keer al stonden de McLarens op de eerste startrij. Ayrton Senna had de pole-position gepakt, voor Alain Prost.

### Race
Prost maakte een goede start, terwijl Nigel Mansell voorbij Senna naar de tweede plaats was gegaan. Ivan Capelli en Thierry Boutsen botsten, waarbij de neus van de Benetton beschadigd was geraakt. In de tweede ronde probeerde Senna opnieuw voorbij Mansell te gaan, maar hij ging van de baan waardoor de Engelsman opnieuw voorbij de McLaren-rijder kon gaan. In de zestiende ronde moest Michele Alboreto opgeven door motorproblemen. De 28ste ronde bleven de posities in de top-7 ongewijzigd: op één reed Prost, voor Mansell en Senna. De Braziliaan werd gevolgd door Riccardo Patrese en Capelli. Achter hen reden dan weer Alessandro Nannini en Gerhard Berger.
In de 30ste ronde gingen Nannini, Berger en Piquet in de pits voor nieuwe banden. In de 36ste ronde slaagde Capelli er eindelijk in om voorbij Patrese te gaan en nam de vierde plaats over. Drie ronden later ging hij in dezelfde bocht voorbij Senna en werd derde. In de 46ste ronde moest hij echter opgeven met een kapotte motor.
Mansell ging in de 47ste ronde in de pits voor nieuwe banden, maar door een vastzittende wielmoer kon Prost afstand nemen van de Brit. Op hetzelfde moment reed Nannini een bijzonder snelle ronde en slaagde erin voorbij Patrese en Senna te gaan. In de 51ste ronde ging Senna in de pits voor nieuwe banden en viel zo uit de punten. Hij ging echter nog voorbij Mauricio Gugelmin en Berger, voordat hij Patrese kon inhalen in de 65ste ronde. Patrese reed een hele race op dezelfde banden.
Prost pakte de 34ste overwinning in zijn carrière, voor Mansell die zijn tweede tweede plaats van het seizoen pakte uit twee finishes. Nannini vervolledigde het podium voor Senna, Patrese en Berger.

## Uitslag
| Positie | Nummer | Rijder             | Team            | Ronden | Tijd/Opgave     | Startplaats | Punten |
| ------- | ------ | ------------------ | --------------- | ------ | --------------- | ----------- | ------ |
| 1       | 11     | Alain Prost        | McLaren-Honda   | 72     | 1:48:43.851     | 2           | 9      |
| 2       | 5      | Nigel Mansell      | Williams-Judd   | 72     | + 26.232        | 3           | 6      |
| 3       | 19     | Alessandro Nannini | Benetton-Ford   | 72     | + 35.446        | 5           | 4      |
| 4       | 12     | Ayrton Senna       | McLaren-Honda   | 72     | + 46.710        | 1           | 3      |
| 5       | 6      | Riccardo Patrese   | Williams-Judd   | 72     | + 47.430        | 7           | 2      |
| 6       | 28     | Gerhard Berger     | Ferrari         | 72     | + 51.813        | 8           | 1      |
| 7       | 15     | Mauricio Gugelmin  | March-Judd      | 72     | + 1:15.964      | 11          |        |
| 8       | 1      | Nelson Piquet      | Lotus-Honda     | 72     | + 1:17.309      | 9           |        |
| 9       | 20     | Thierry Boutsen    | Benetton-Ford   | 72     | + 1:17.655      | 4           |        |
| 10      | 36     | Alex Caffi         | Dallara-Ford    | 71     | + 1 Ronde       | 18          |        |
| 11      | 29     | Yannick Dalmas     | Larrousse-Ford  | 71     | + 1 Ronde       | 16          |        |
| 12      | 24     | Luis Perez-Sala    | Minardi-Ford    | 70     | + 2 Rondes      | 24          |        |
| 13      | 33     | Stefano Modena     | EuroBrun-Ford   | 70     | + 2 Rondes      | 26          |        |
| 14      | 30     | Philippe Alliot    | Larrousse-Ford  | 69     | + 3 Rondes      | 12          |        |
| NF      | 26     | Stefan Johansson   | Ligier-Judd     | 62     | Wiel            | 21          |        |
| NF      | 18     | Eddie Cheever      | Arrows-Megatron | 60     | Chassis         | 25          |        |
| NF      | 16     | Ivan Capelli       | March-Judd      | 45     | Motor           | 6           |        |
| NF      | 17     | Derek Warwick      | Arrows-Megatron | 41     | Chassis         | 17          |        |
| NF      | 22     | Andrea de Cesaris  | Rial-Ford       | 37     | Motor           | 23          |        |
| NF      | 14     | Philippe Streiff   | AGS-Ford        | 16     | Motor           | 13          |        |
| NF      | 27     | Michele Alboreto   | Ferrari         | 15     | Motor           | 10          |        |
| NF      | 23     | Pierluigi Martini  | Minardi-Ford    | 15     | Versnellingsbak | 20          |        |
| NF      | 2      | Satoru Nakajima    | Lotus-Honda     | 14     | Spin            | 15          |        |
| NF      | 21     | Nicola Larini      | Osella          | 9      | Ophanging       | 14          |        |
| NF      | 3      | Jonathan Palmer    | Tyrrell-Ford    | 4      | Chassis         | 22          |        |
| NF      | 25     | René Arnoux        | Ligier-Judd     | 0      | Gaspedaal       | 19          |        |
| NQ      | 10     | Bernd Schneider    | Zakspeed        |        |                 |             |        |
| NQ      | 32     | Oscar Larrauri     | EuroBrun-Ford   |        |                 |             |        |
| NQ      | 4      | Julian Bailey      | Tyrrell-Ford    |        |                 |             |        |
| NQ      | 9      | Piercarlo Ghinzani | Zakspeed        |        |                 |             |        |
| PQ      | 31     | Gabriele Tarquini  | Coloni-Ford     |        |                 |             |        |

## Statistieken
| Pole-position | Ayrton Senna | McLaren-Honda | 1:24.067 |
| Snelste ronde | Alain Prost  | McLaren-Honda | 1:27.845 |

1913 · 1923 · 1926 · 1927 · 1933 · 1934 · 1935 · 1951 · 1954 · 1967 · 1968 · 1969 · 1970 · 1971 · 1972 · 1973 · 1974 · 1975 · 1976 · 1977 · 1978 · 1979 · 1980 · 1981 · 1986 · 1987 · 1988 · 1989 · 1990 · 1991 · 1992 · 1993 · 1994 · 1995 · 1996 · 1997 · 1998 · 1999 · 2000 · 2001 · 2002 · 2003 · 2004 · 2005 · 2006 · 2007 · 2008 · 2009 · 2010 · 2011 · 2012 · 2013 · 2014 · 2015 · 2016 · 2017 · 2018 · 2019 · 2020 · 2021 · 2022 · 2023 · 2024 · 2025 · 2026